# Гашимова, Шахназ Гасан кызы
Шахназ Гасан кызы Гашимова (азерб. Şahnaz Həsən qızı Haşımova, род. 2 июня 1957) — азербайджанская и советская исполнительница вокала, сопрано. Народный артист Азербайджана (2000). Директор Гянджинской государственной филармонии (1997—2016). Солистка Государственного ансамбля песни и пляски «Гёй-гёль» (с 1975). Преподаватель Гянджинского музыкального колледжа.

## Биография
Шахназ Гасан кызы Гашимова родилась 2 июня 1957 года в Кировабаде Азербайджанской ССР.
Окончила русское отделение полной средней школы № 39 имени Пашаева. С 1975 по 1979 годы проходила обучение на отделении мугама Гянджинского музыкального техникума имени Гусейнли. Получила высшее образование, завершив в 2004 году обучение на юридическом факультете Дагестанского государственного института управления и бизнеса.
С 1971 по 1973 годы была участником фестиваля коллективов художественной самодеятельности. С 1975 года солистка ансамбля народных инструментов «Гёй-гёль»(с 1977 года Государственный ансамбль песни и танца «Гёй-гёль»). Одновременно преподаватель ханенде Гянджинского музыкального колледжа. С 22 октября 1997 года по 1 декабря 2016 года работала директором Гянджинской государственной филармонии. Народные песни её репертуара, мугамы, азербайджанские песни, а также тюркские, персидские, таджикские, афганские, арабские и другие включает в себя её разнообразный репертуар.
Помимо активного участия в общественно-политической жизни города Гянджа, Гашимова осуществляет художественное руководство и организацию концертов Государственного ансамбля песни и танца «Гёй-гёль» Гянджинской государственной филармонии, оркестра народных инструментов и Государственного камерного оркестра.
Неоднократно представляла азербайджанскую музыку в Азербайджане и зарубежных странах. В «Золотом фонде» Азербайджанского телевидения и радио хранятся многочисленные записи Гашимовой.
Артистка неоднократно организовывала выступления музыкальных коллективов Гянджинской государственной филармонии в местах боевых действий армяно-азербайджанского конфликта. Является сторонником и пропагандистом внутренней и внешней политики, проводимой Президентом Республики Азербайджан.
Народная артистка Азербайджанской Республики Шахназ Гашимова имеет огромную популярность в Азербайджане. С 2002 года до 2015 года она была удостоена ежегодной президентской премии. 6 мая 2016 года была удостоена персональной стипендии Президента Азербайджанской Республики.

## Семья
- Муж — Эльдар Абдуллаев, заслуженный артист Азербайджанской Республики.
- Сестра — Айбаниз Гасимова, заслуженная артистка Азербайджанской Республики.

Замужем, имеет двух сыновей.

## Награды и звания
- Народный артист Азербайджанской Республики — 2000,
- Заслуженный артист Азербайджанской ССР — 1989.